# Chavruta

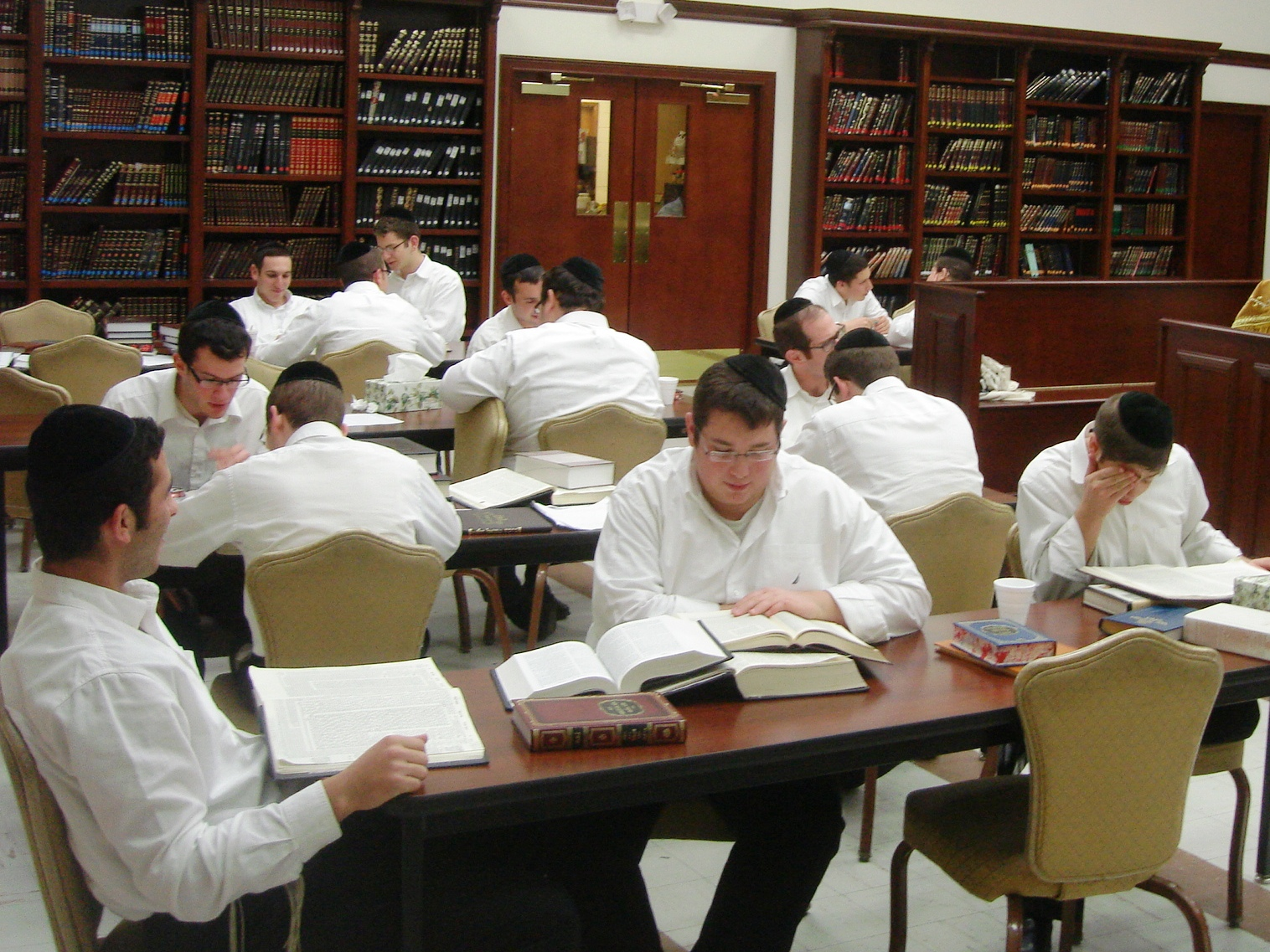
Gruppi chavruta presso la Yeshivah Gedola di Carteret (New Jersey)

Chavruta, anche chavrusa o ḥavruta (in ebraico חַבְרוּתָא‎?, arabo: حَوَارِيُّ, dall'aramaico "amicizia" o "compagnia"), è un approccio tradizionale rabbinico allo studio talmudico, ove una coppia di studenti studia indipendentemente, apprende, discute, dibatte un testo condiviso. È principalmente un metodo di apprendimento osservato nella yeshivah e nei kollel, dove gli studenti spesso si applicano regolarmente in coppie di studio con conoscenza e abilità simili. La frase tradizionale è "imparare b'chavruta" (ebraico: בְחַבְרוּתָא, "in chavruta" - cioè in società); la parola per metonimia viene a riferirsi al compagno di studio come individuo, sebbene sia più logico riferircisi come coppia. Nel linguaggio ortodosso, una chavruta indica sempre due studenti, ma l'Ebraismo riformato ha ampliato l'idea di chavruta ad includere gruppi di studio di cinque o più persone.
L'apprendimento di tipo chavruta è comune anche nelle yeshivah femminili, dove si studiano i testi talmudici. Recentemente, lo studio a coppie si è sviluppato anche per telefono o su Internet.

## Origini
1. Zugot
2. Tannaim
3. Amoraim
4. Savoraim
5. Gaonim
6. Rishonim
7. Acharonim

"Come un coltello lo si può affilare solo sulla lama di un altro, così il discepolo di un saggio migliora solo tramite il suo chaver (ebr. di compagno)"
"Il tuo chaver te lo renderà (= lo studio della Torah) chiaro personalmente. E non ti basare soltanto sulla tua comprensione"
Basato sulla Mishnah e Ghemara, l'apprendimento chavruta è stato un elemento fondamentale delle yeshivah nelle ere dei Tannaim e Amoraim. I rabbini ripetutamente invitavano i propri studenti ad acquisire un compagno di studio; ad esempio, il rabbino Jose ben Halafta disse a suo figlio Rabbi Abba che era ignorante perché non aveva studiato con qualcun altro. La scelta delle coppie di studio chavruta sembra si basasse sull'amicizia o prossimità sociale; le chavrutas quindi realizzavano ed adempivano un ruolo sociale nonché un bisogno educativo.
Mentre un individuo può scegliere di studiare il Talmud da solo, ciò è alquanto sconsigliato. Nel Talmud, Jose b. Hanina viene citato col seguente detto: "studiosi che si siedono da soli a studiare la Torah... diventano stupidi" (Berakhot 63b). In Makkot 10a (Talmud), con l'attribuzione del seguente insegnamento a Rabbi, viene spiegato che molta Torah ho imparato dai miei Maestri, ancor più dai miei colleghi/amici e/ma soprattutto dai miei allievi.
Il tipo di apprendimento chavruta è particolarmente adatto allo studio del Talmud, poiché questo è un testo colmo di opinioni conflittuali e affermazioni apparentemente contraddittorie riguardo a principi di legge ebraica (Halakhah). Oltre a star dietro ai dibattiti dei disputanti, lo studente talmudista deve essere in grado di analizzare ciascuna opinione e proporre ipotesi che la rendano conciliabile con le altre affini. Il rapporto di chavruta fornisce a ciascun studente una piattaforma per chiarire e spiegare la propria posizione al compagno; poi i due continuando e si domandano a vicenda questioni relative all'argomento trattato, lo difendono, cercano di convincere l'altro, lo aggiustano e modificano, raffinandolo, e arrivano persino a nuove conclusioni attraverso una collaborazione intellettuale rigorosa.

## Benefici educativi
A differenza dell'apprendimento nell'aula tradizionale, dove un insegnante fa lezione allo studente e lo studente memorizza e ripete nuovamente le informazioni in esami e, a differenza dell'accademia, in cui gli studenti fanno ricerca individuale, l'apprendimento chavruta stimola lo studente ad analizzare e spiegare la materia, indicare gli errori di ragionamento del compagno, e mettere in discussione e concentrare le rispettive idee, spesso arrivando ad informazioni nuove sul significato dei testi.
Una sessione chavruta aiuta lo studente a stare attivo, mantenere una mente sveglia e focalizzata sull'apprendimento, acuire le sue abilità ragionative, sviluppare i propri pensieri in parole e organizzarli in argomentazioni logiche. Questo tipo di apprendimento impartisce inoltre una precisione e chiarezza di idee che altrimenti rimarrebbero vaghe. Ascoltare, analizzare e rispondere alle opinioni dell'altro inculca anche rispetto per gli altri. È considerata maleducazione interrompere una chavruta.

## Pratica
Lo studio chavruta avviene presso una struttura formale e specifica della yeshivah e del kollel, come anche nello studio talmudico che la persona svolge durante il corso della giornata. Sebbene l'allievo abile ad apprendere possa studiare per conto proprio, l'impegno di sviluppare, articolare e difendere le proprie idee con un compagno di studi rende preferibile la chavruta.
Nel contesto della yeshivah, gli studenti si preparano e rivedono lo Shiur (lezione) con le rispettive chavruta durante le sessioni di mattina, pomeriggio e sera note come sedarim. In media, uno studente di yeshivah passa dieci ore al giorno apprendendo in una chavruta. Poiché appartenere ad una buona chavruta può fare la differenza tra un anno buono ed uno cattivo, i rabbini delle classi possono far scambiare le chavrutas 8 o nove volte in una classe di venti studenti, finché l'associazione tra rispettivi compagni di studio risulti fruttuosa. Se una chavruta si trova in difficoltà su un particolare punto esegetico o necessita di ulteriori chiarimenti, gli studenti possono rivolgersi ai rabbini, docenti, o ad un sho'el u'mashiv (letteralmente, "chiedi e rispondi", un rabbino che è profondamente erudito sul testo talmudico che uno sta studiando) che sono disponibili nella sala di studio durante i sedarim. Nei programmi delle yeashivah femminili, gli insegnanti stessi sono disponibili a guidare le chavrutas.
L'apprendimento chavruta tende ad essere chiassoso e animato, dato che le coppie di studio leggono il Talmud ed i commentari ad alta voce l'uno all'altro e poi analizzano, chiedono, dibattono e difendono i rispettivi punti di vista per arrivare ad una mutua comprensione del testo stesso. Nel calore della discussione, agitano le mani e si apostrofano con veemenza. A seconda della grandezza della yeshivah, dozzine o anche centinaia di chavrutas possono essere udite in discussioni e dibattiti contemporaneamente. Una delle abilità dell'apprendimento chavruta è di bloccare virtualmente tutte le discussioni che avvengono nella sala di studio e concentrarsi soltanto sul proprio compagno. Le chavruta spesso fanno sviluppare amicizie durature. Il comune impegno allo studio e la crescita intellettuale creano uno stretto legame tra i partner di studio.

## Chavruta femminili
Le yeshivah femminili che includono lo studio del Talmud nel proprio curriculum, spesso organizzano sessioni di studio chavruta per le proprie studentesse. Nei seminari femminili ortodossi, le studentesse formano coppie di studio di pari livello (o a volte di livello superiore) per apprendere la Halakha (Legge ebraica), Chumash, filosofia ebraica, o altro argomento di ebraismo. Sebbene quest'ultim venga spesso chiamato "apprendimento "chavruta", non è la stessa cosa di quello che si svolgr nelle yeshivah maschili ed è meglio noto come "studio faccia-a-faccia".

## Chavruta riformate
L'ebraismo riformato ha esteso l'idea di "chavruta" ad includere gruppi di studio di tre, quattro o cinque persone. Ha inoltre aperto lo studio del materiale oltre i testi tradizionali, comprendendovi anche la ricerca biblica moderna e la poesia. Secondo il linguaggio ortodosso, una chavruta è sempre di due compagni; quando il gruppo si allarga in più studenti, viene chiamato chavurah (in ebraico חַבוּרָה‎?, gruppo di studio).

## Progetti internazionali
Una quantità di organizzazioni offrono chavruta online tramite connessioni Internet e Skype, mentre altre formano paia di studio per via telefonica.

### Chavruta online
- Online Chavrusa – collega compagni di studio via Skype[29]
- "Israeli Chavruta Initiative (Iniziativa Chavruta Israeliana)" – progetto della Yeshivat Hesder Nahar-Deiah di Nahariya[30]
- "The Virtual Chavruta (La Chavruta Virtuale)" – offre mentori via videoconferenza[31]
- WebYeshiva – fondata nel 2007, questo servizio offre una yeshiva online e un tipo di apprendimento chavruta[32][33]
- Chavrusa Daf Yomi, Israele – chavruta online, fondata dal Kollel Iyun HaDaf di Har Nof, Israele.

### Chavruta telefoniche
- JNet – questo progetto di Merkos L'Inyonei Chinuch accoppia uomini e donne con volontari Chabad per l'apprendimento dell'ebraismo[34]
- "Partners in Torah (Torah Umesorah)" – facilita circa 13000 coppie di studio settimanali per via telefonica, per entrambi i sessi, su tutte le materie dell'ebraismo.[35]

## Altri usi

### Ideale sionista
A. D. Gordon, ideologo sionista e forza spirituale del "sionismo pratico", usava il termine chavruta per riferirsi ad una società comunitaria, quale il moshav, il kibbutz, o un'associazione di lavoratori, che agisce come collegamento auto-educativo al più ampio processo socio-formativo. Nel pensiero sionista, la chavruta è "uno strumento centrale nella lotta per la rinascita del popolo ebraico, la rinascita dell'individuo, e la centralità dell'idea di 'laburismo'. È la più alta espressione dello sforzo straordinario della persona ebrea nel ricrearsi attraverso il 'lavoro', nel riconnettersi alla natura, e piantare l'albero dai molti rami che è la sua Nazione nella Terra dalla quale fu sradicato/a".

### RivistaChavrusa
Chavrusa è il titolo della rivista degli alumni rabbinici del Seminario Rabbi Isaac Elchanan Theological Seminary, pubblicata sin dagli anni 1950.

## Citazioni
I rabbini usavano il termine chaver (ebraico: חבר, amico) per riferirsi ad un compagno di studio.
- "Proprio come un coltello può essere affilato solo sulla lama di un altro, così un discepolo del saggio migliora solo grazie al suo chaver" (Rabbi Hama b. Hanina)[38]
- "Diventa un Rav e acquisisci uno chaver" (Rabbi Yehoshua ben Perachya)[39]
- "Il tuo chaver te lo renderà [lo studio della Torah] tangibile tra le mani. E non ti basare solo sulla tua comprensione" (Rabbi Nehorai)[40]
- "O chavrusa o mitusa" (amicizia o morte) (Abba ben Joseph bar Ḥama)[41]